# 克利夫頓鎮區 (阿肯色州福克納縣)
克利夫頓鎮區（英語：Clifton Township）是位於美國阿肯色州福克納縣的一個行政鎮區。

## 地方資料
克利夫頓鎮區的面積為64.43平方千米，當中陸地面積為64.37平方千米，而水域面積為0.06平方千米。根據2010年美國人口普查的數據，當地共有人口2851人，而人口密度為每平方千米44.25人。